# سرفل ملاكية الأوراق
سرفل ملاكية الأوراق (الاسم العلمي:Chaerophyllum angelicifolium) هو نوع من النباتات يتبع جنس السرفل من الفصيلة الخيمية.